# Bennettiodendron
Bennettiodendron là một chi thực vật thuộc họ Salicaceae.